# سان أنطونيو (فئة سفينة نقل برمائي)
سان أنطونيو هي فئة من سفن النقل البرمائي ، وتعرف أيضا بمنصة الإنزال (LPD) ، وتستخدم من قبل بحرية الولايات المتحدة. وقد حلت هذه السفن الحربية محل القديمة من فئة أوستين Austin-Class LPD (بما في ذلك الفئتين الفرعيتين كليفلاند وترينتون)، وكذلك  سفن إنزال الدبابات فئة Newport tank landing ship ، وسفن الشحن البرمائية فئة Charleston-class والتي أخرجت من الخدمة في وقت سابق.
كان المستهدف هو بناء اثني عشر سفنينة من هذه الفئة، ولكن توفر التمويل -في البداية- لإحدى عشر فقط منها. وقد تم تقدير التكلفة بحوالي 890 مليون دولار أمريكي للسفينة الواحدة،  ولكن عند التنفيذ تبين أن متوسط التكلفة وصل إلى  1.6 مليار دولار. وحمل تفويض الدفاع للسنة المالية 2015 تمويلاً جزئياً للسفينة الثانية عشر من الفئة  سان أنطونيو.
وحتى نوفمبر 2014 ، كانت هناك تسع سفن من هذه الفئة  في خدمة البحرية الأمريكية مع وجود ثلاث سفن إضافية تحت الإنشاء أو بانتظار التفويض.

## التصميم
تم تصميم سفن الفئة  سان أنطونيو لتمد للبحرية الأمريكية وكذلك لمشاة البحرية بمنصات بحرية حديثة  المرتبطة شبكياً، وذات لاقتدار بقائي عالي، كما أنها بنيت للعمل مع منصات القرن الحادي والعشرين  التحويلية  مثل، إم في 22-أوسبري،  وقوارب إنزال  LCACs ، و الوسائل المستقبلية لإبرار مشاة البحرية. وسفن هذه الفئة أكبر بنسبة 45% من سفن الفئة أوستن، وإزاحتها تصل إلى 25,000 طن للحمولة الكاملة. وعلى الرغم من أنها تحمل عدد أقل من القوات (الأفراد) إلا أنها تتمتع بضعف المساحة الخاصة بالمركبات، وقوارب الإنزال، و المروحيات.
وقد تبنى المشروع فلسفة "التصميم من أجل الملكية"؛ وهو نهج الهندسة المتزامنة التي تشرك المشغل، ومختص الإدامة، والمدرب في عملية تطوير التصميم.
. وكان الهدف من ذلك هو ضمان مراعاة الواقع التشغيلي في جميع مراحل تصميم السفن، والدمج، والتشييد، والاختبار، ودعم دورة الحياة للسفن الجديدة وأنظمتها. وكانت هذه العملية تهدف إلى تحسين الاستعداد القتالي، وتعزيز نوعية الحياة والحد من إجمالي تكاليف الملكية، وقد أسفر تبني هذه الفلسفة عن العديد من التغييرات خلال المشروع.
تمتاز فئة سان أنطونيو بصفات بقائية عالية مع  مزايا تقنيات حاسوبية (كمبيوترية). وبالإضافة إلى منظومة الصاروخ ذو الهيكل الدوار (RAM) للحماية من التهديدات الجوية، فإن تصميم الفئة وضع ليخفض البصصمة الرادارية. والتقنيات التي تقلل من المقطع الراداري (RCS) تزيد من صعوبة تحديد موقع السفن واستهدافها.
وتقوم شبكة الألياف الضوئية واسعة النطاق المثبتة على متن السفن fiber-optic shipboard-wide area network SWAN بربط الأنظمة المتكاملة على متن السفن. وتسمح الشبكة بتكوين "وصل وقاتل plug in and fight configuration ، وتحديث الأجهزة واستبدالها بسهولة كبيرة عندما تصبح التكنولوجيا الأحدث متاحة.
وعلاوة على ذلك، فإن سفن الفئة لديها نظم واسعة للاتصالات والقيادة والسيطرة والاستخبارات تدعم مهام الحملات الحربية الحالية وكذلك المتوقعة  في القرن الحادي والعشرين.
وسفن الفئة مزودة بنظام الدفاع الذاتي المتكامل  Ship Self-Defense System SSDS. ويدمج النظام الرادارات وأجهزة الاستشعار الأخرى كما يتحكم في أنظمة الأسلحة من أجل توفير القدرة التلقائية السريعة على الاستجابة للتهديدات الجوية.

## سفن الفئة
| الاسم           | الرقم المتسلسل | البناة        | بدء الإنشاء    | التدشين        | دخول الخدمة    | الميناء الأساسي         | الحالة      |
| --------------- | -------------- | ------------- | -------------- | -------------- | -------------- | ----------------------- | ----------- |
| San Antonio     | LPD-17         | Avondale, La  | 9 ديسمبر 2000  | 12 يوليو 2003  | 14 يناير 2006  | Norfolk, Virginia       | في الخدمة   |
| New Orleans     | LPD-18         | Avondale, La  | 14 أكتوبر 2002 | 11 ديسمبر 2004 | 10 مارس 2007   | San Diego, California   | في الخدمة   |
| Mesa Verde      | LPD-19         | Ingalls, Miss | 25 فبراير 2003 | 19 نوفمبر 2004 | 15 ديسمبر 2007 | Norfolk, Virginia       | في الخدمة   |
| Green Bay       | LPD-20         | Avondale, La  | 11 أغسطس 2003  | 11 أغسطس 2006  | 24 يناير 2009  | Sasebo, Nagasaki, Japan | في الخدمة   |
| New York        | LPD-21         | Avondale, La  | 10 سبتمبر 2004 | 19 ديسمبر 2007 | 7 نوفمبر 2009  | Mayport, Florida        | في الخدمة   |
| San Diego       | LPD-22         | Ingalls, Miss | 23 مايو 2007   | 7 مايو 2010    | 19 مايو 2012   | San Diego, California   | في الخدمة   |
| Anchorage       | LPD-23         | Avondale, La  | 24 سبتمبر 2007 | 12 فبراير 2011 | 4 مايو 2013    | San Diego, California   | في الخدمة   |
| Arlington       | LPD-24         | Ingalls, Miss | 26 مايو 2008   | 23 نوفمبر 2010 | 8 فبراير 2013  | Norfolk, Virginia       | في الخدمة   |
| Somerset        | LPD-25         | Avondale, La  | 11 ديسمبر 2009 | 14 أبريل 2012  | 1 مارس 2014    | San Diego, California   | في الخدمة   |
| John P. Murtha  | LPD-26         | Ingalls, Miss | 6 فبراير 2012  | 30 أكتوبر 2014 | 8 أكتوبر 2016  | San Diego, California   | في الخدمة   |
| Portland        | LPD-27         | Ingalls, Miss | 2 أغسطس 2013   | 13 فبراير 2016 | 14 ديسمبر 2017 | San Diego, California   | في الخدمة   |
| Fort Lauderdale | LPD-28         | Ingalls, Miss | 13 أكتوبر 2017 |                |                |                         | تحت الإنشاء |

## معرض الصور

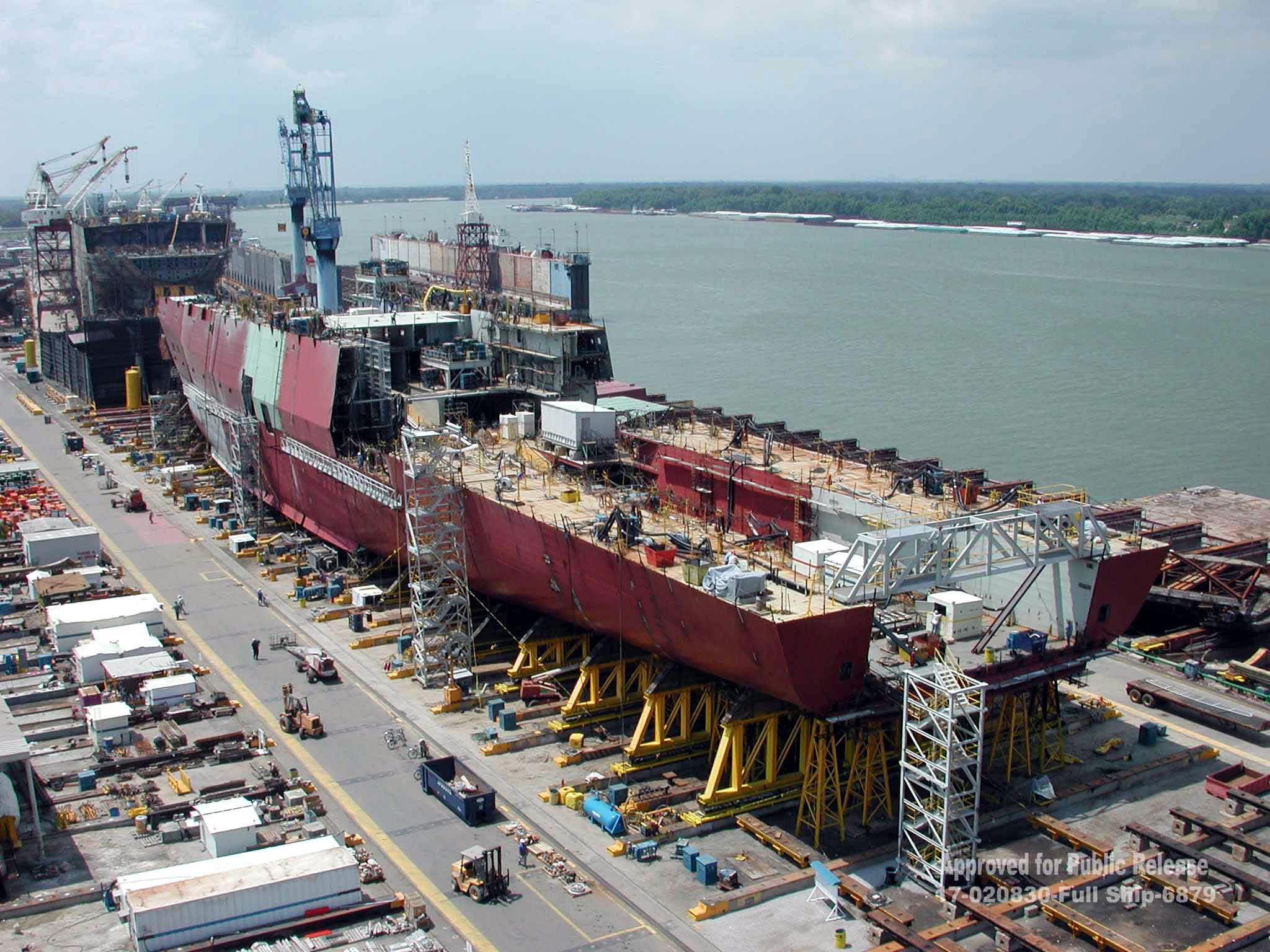
USS San Antonio خلال بنائها في Avondale في عام 2002
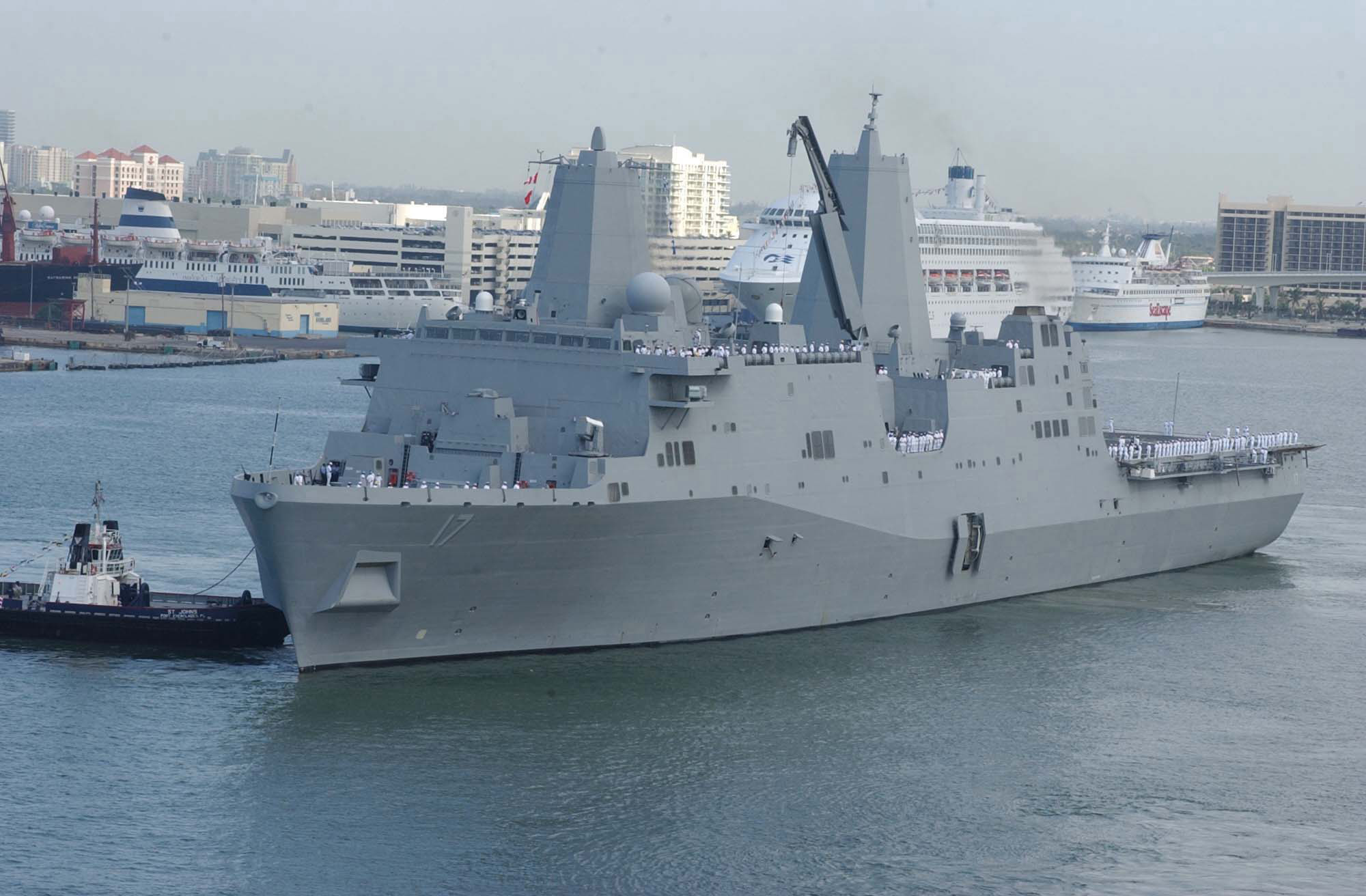
USS San Antonio
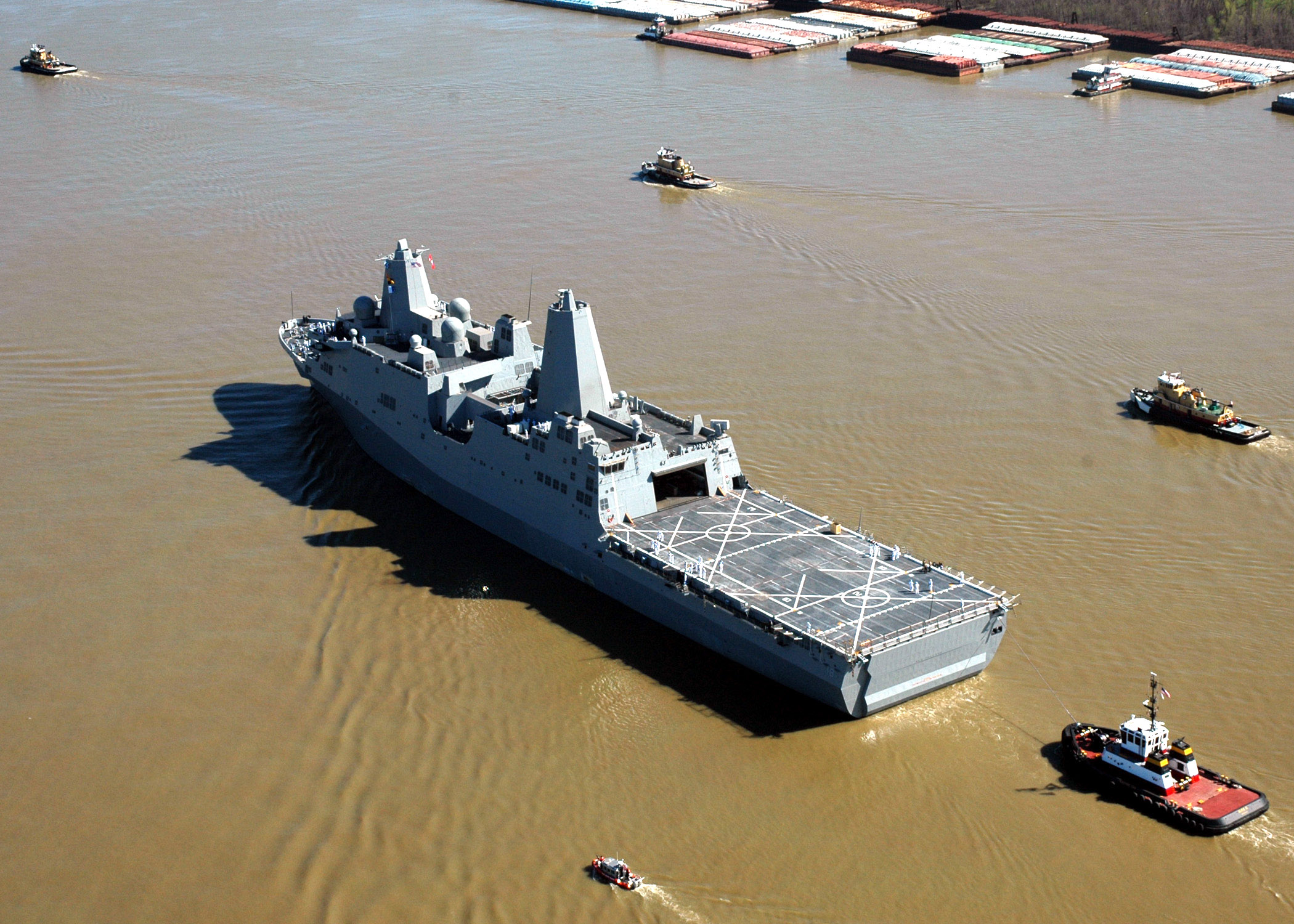
USS New Orleans
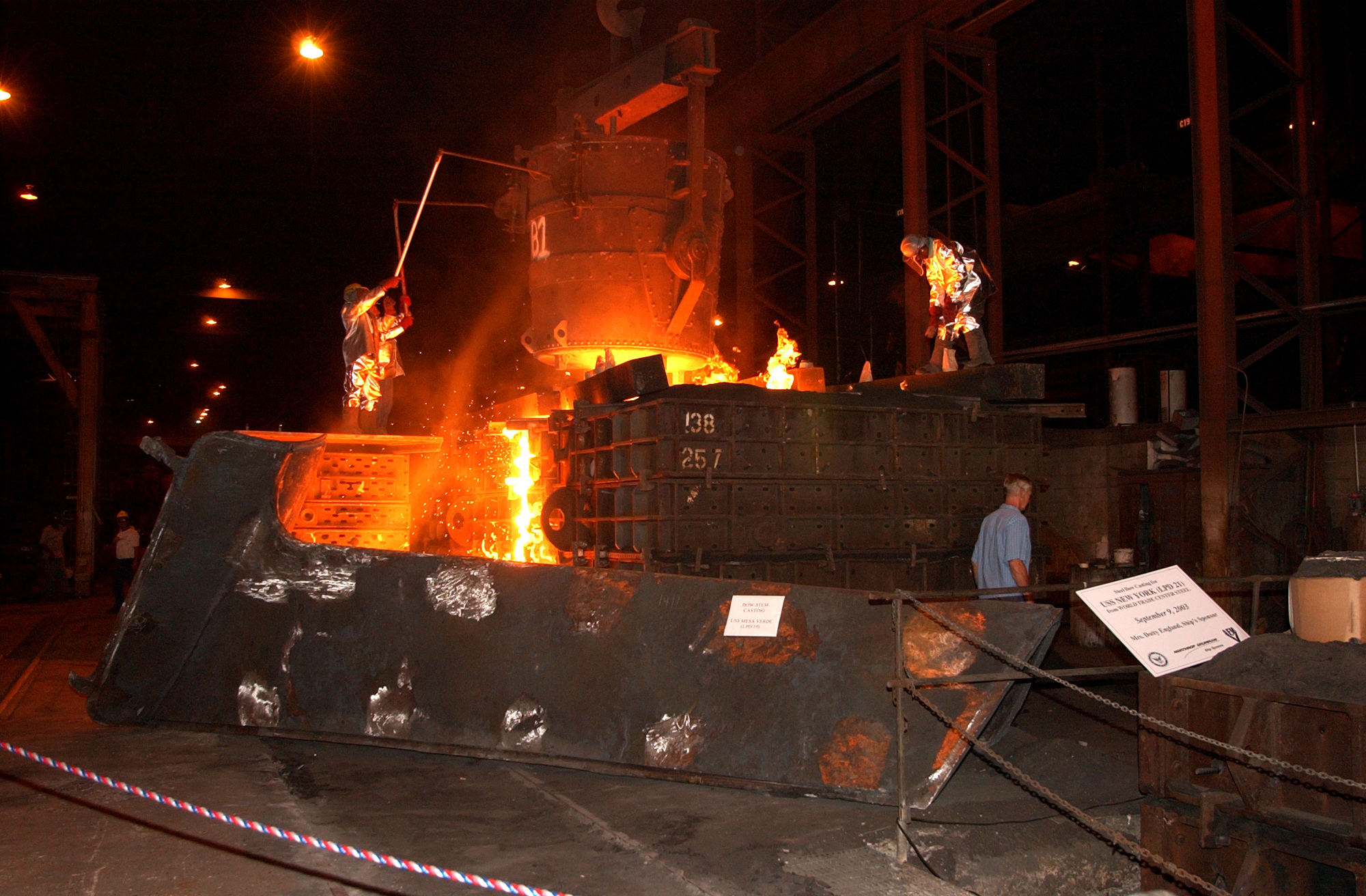
أثناء صب الصلب لبناء السفينة USS New York
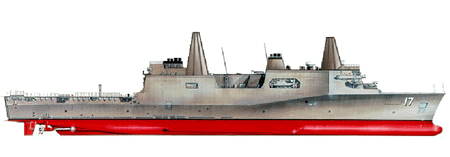
LPD-17
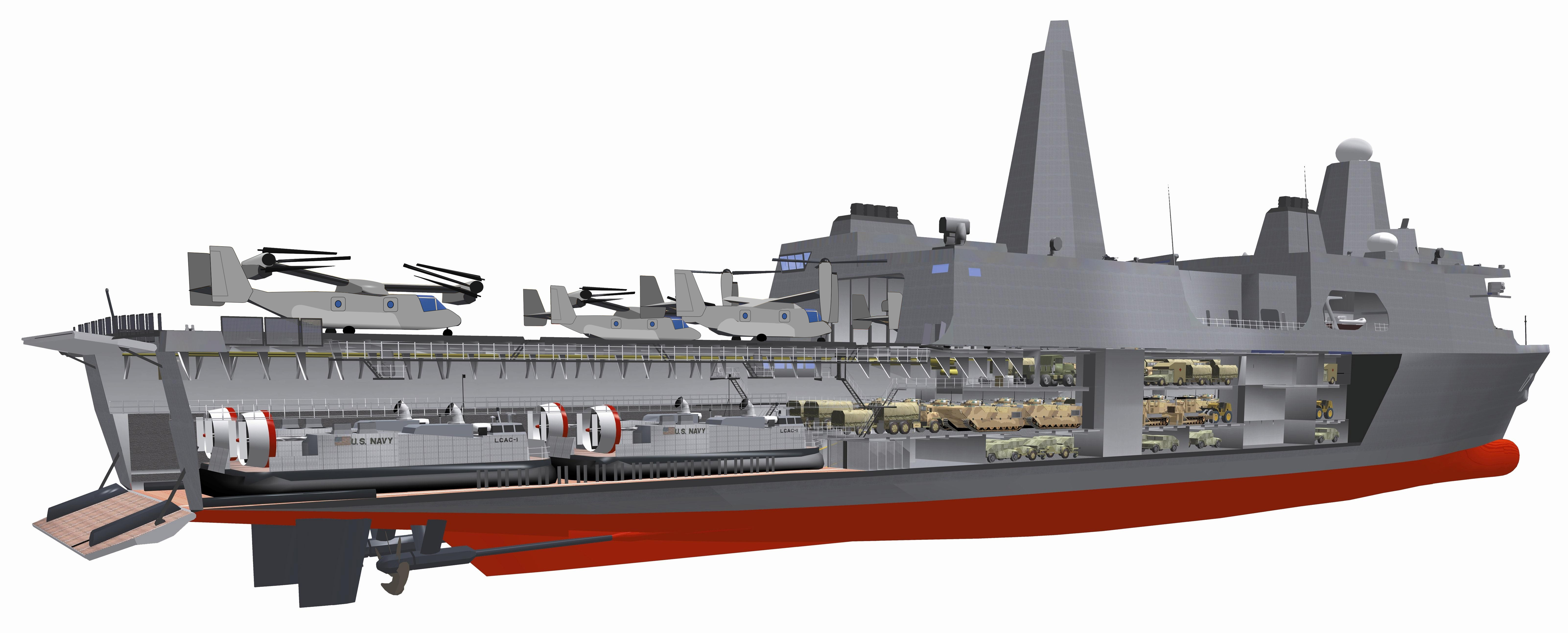
رسم مقطع إيضاحي لإحدى سفن الفئة سان أنطونيو (LPD)